# Lijst van windmolens in Gelderland
Hier volgt een lijst van windmolens in Gelderland. In Gelderland staan ca. 127 complete windmolens.
| Naam                                   | Plaats            | Gemeente          | Provincie  | Type molen            | Functie                | Maalvaardigheid                    | Bezoekmogelijkheid                                                       | Foto |
| -------------------------------------- | ----------------- | ----------------- | ---------- | --------------------- | ---------------------- | ---------------------------------- | ------------------------------------------------------------------------ | ---- |
| Agneta                                 | Ruurlo            | Berkelland        | Gelderland | stellingmolen         | zaagmolen, korenmolen  | maalvaardig                        | zaterdag 9-16 uur in de zomer, 9-13 uur in de winter en op afspraak      |      |
| Molen Bataaf                           | Winterswijk       | Winterswijk       | Gelderland | beltmolen             | korenmolen             | maalvaardig                        | za 9.30-16.30 uur en als molen draait                                    |      |
| Boktjasker Arnhem                      | Arnhem            | Arnhem            | Gelderland | tjasker               | poldermolen            | draaivaardig                       | als Nederlands Openluchtmuseum open is                                   |      |
| Poldermolen Arnhem                     | Arnhem            | Arnhem            | Gelderland | grondzeiler           | poldermolen            | maalvaardig                        | als Nederlands Openluchtmuseum open is                                   |      |
| Spinnenkop Arnhem                      | Arnhem            | Arnhem            | Gelderland | spinnenkopmolen       | poldermolen            | draaivaardig                       | als Nederlands Openluchtmuseum open is                                   |      |
| Weidemolen Arnhem I                    | Arnhem            | Arnhem            | Gelderland | weidemolen            | poldermolen            | maalvaardig                        | als Nederlands Openluchtmuseum open is                                   |      |
| Weidemolen Arnhem II                   | Arnhem            | Arnhem            | Gelderland | weidemolen            | poldermolen            | maalvaardig                        | als Nederlands Openluchtmuseum open is                                   |      |
| Aurora                                 | Dichteren         | Doetinchem        | Gelderland | grondzeiler           | korenmolen             | maalvaardig                        | di en vr 9-15 uur en op afspraak                                         |      |
| Standerdmolen Batenburg                | Batenburg         | Wijchen           | Gelderland | standerdmolen         | korenmolen             | maalvaardig                        | wo 13.30-17 uur                                                          |      |
| Mölle van Bats                         | Veessen           | Heerde            | Gelderland | stellingmolen         | korenmolen             | maalvaardig                        | za 10-17 uur                                                             |      |
| Beatrixmolen                           | Winssen           | Beuningen         | Gelderland | beltmolen             | korenmolen             | maalvaardig                        | za 10-15 uur, als de molen draait en op afspraak                         |      |
| Benninkmolen / Velsmolen               | Doetinchem        | Doetinchem        | Gelderland | stellingmolen         | korenmolen             | maalvaardig                        | di,vr en za 9-15 uur                                                     |      |
| Bernadette                             | Nieuw-Wehl        | Doetinchem        | Gelderland | grondzeiler           | korenmolen             | maalvaardig                        | dagelijks en op afspraak                                                 |      |
| De Blauwe Reiger                       | Haaften           | West Betuwe       | Gelderland | stellingmolen         | korenmolen             | maalvaardig                        | za 11-16 uur                                                             |      |
| De Bol                                 | Varik             | West Betuwe       | Gelderland | stellingmolen         | korenmolen             | maalvaardig                        | niet te bezichtigen                                                      |      |
| De Bouwing                             | Geldermalsen      | West Betuwe       | Gelderland | beltmolen             | korenmolen             | maalvaardig                        | vr, za 9-17 uur en op afspraak                                           |      |
| Braamse Molen / Koenders Möl           | Braamt            | Montferland       | Gelderland | grondzeiler           | korenmolen             | in restauratie                     | geen                                                                     |      |
| Bronkhorstermolen                      | Bronkhorst        | Bronckhorst       | Gelderland | beltmolen             | korenmolen             | maalvaardig                        | za 10-16 uur mrt-sept za 10.00-15.30 uur okt-feb en op afspraak          |      |
| De Buitenmolen                         | Zevenaar          | Zevenaar          | Gelderland | torenmolen            | korenmolen             | maalvaardig                        | za 10-16 uur en op afspraak                                              |      |
| Concordiamolen                         | Ede               | Ede               | Gelderland | stellingmolen         | korenmolen             | maalvaardig                        | ma en za 10-16 uur                                                       |      |
| Daams' molen                           | Vaassen           | Epe               | Gelderland | stellingmolen         | korenmolen             | maalvaardig                        | wo 09.30-16.00 uur, za 10.30-15.00 uur en op afspraak                    |      |
| Doesburgermolen                        | Ede               | Ede               | Gelderland | standerdmolen         | korenmolen             | maalvaardig                        | za 10-15.30 uur                                                          |      |
| Korenmolen van Dreumel                 | Dreumel           | West Maas en Waal | Gelderland | stellingmolen         | korenmolen             | in herbouw                         | onbekend                                                                 |      |
| De Drie Waaien                         | Afferden          | Druten            | Gelderland | stellingmolen         | korenmolen             | maalvaardig                        | in de regel zaterdag                                                     |      |
| Düffels Möl                            | Stokkum           | Montferland       | Gelderland | grondzeiler           | korenmolen             | maalvaardig                        | als de molen draait en op afspraak                                       |      |
| De Duffelt                             | Kekerdom          | Berg en Dal       | Gelderland | beltmolen             | korenmolen             | maalvaardig                        | za 10-12 uur                                                             |      |
| De Duif                                | Nunspeet          | Nunspeet          | Gelderland | beltmolen             | korenmolen             | maalvaardig                        | di, wo, do en za 09.30-15.00 uur                                         |      |
| De Engel                               | Varsseveld        | Oude IJsselstreek | Gelderland | stellingmolen         | korenmolen             | maalvaardig                        | za 9-17 en op afspraak                                                   |      |
| Follega molen                          | Laag-Keppel       | Bronckhorst       | Gelderland | spinnenkopmolen       | poldermolen            | maalvaardig                        | als de molen draait                                                      |      |
| De Fortuin                             | Hattem            | Hattem            | Gelderland | stellingmolen         | korenmolen             | maalvaardig                        | za 13.30-16.30 uur en op afspraak                                        |      |
| Het Fortuyn                            | Arnhem            | Arnhem            | Gelderland | stellingmolen         | korenmolen, pelmolen   | maalvaardig                        | als Nederlands Openluchtmuseum open is                                   |      |
| Gebr. Remmerde                         | Nederhemert       | Zaltbommel        | Gelderland | grondzeiler           | korenmolen             | maalvaardig                        | op afspraak niet op zondag                                               |      |
| Geertruida Cornelia                    | Gorssel           | Lochem            | Gelderland | grondzeiler           | korenmolen             | maalvaardig                        | niet bekend                                                              |      |
| Gerritsens Molen                       | Silvolde          | Oude IJsselstreek | Gelderland | grondzeiler           | korenmolen             | maalvaardig                        | in de regel als de molen draait en op afspraak                           |      |
| Grafelijke Korenmolen                  | Zeddam            | Montferland       | Gelderland | torenmolen            | korenmolen             | maalvaardig                        | zaterdag, 's zomers ook zondag                                           |      |
| De Haag                                | Beuningen         | Beuningen         | Gelderland | standerdmolen         | korenmolen             | maalvaardig                        | doorgaans vr 13-16 uur en za 10-16 uur, verder op afspraak               |      |
| Hackfortsche Molen / Op 't Hoge        | Vorden            | Bronckhorst       | Gelderland | stellingmolen         | korenmolen             | maalvaardig                        | wo en za 9-15 uur en op afspraak                                         |      |
| Havekes Mölle, v/h De Volharding       | Twello            | Voorst            | Gelderland | stellingmolen         | korenmolen             | maalvaardig                        | za 10-12 en 13.30-17 uur                                                 |      |
| Hermien                                | Harreveld         | Oost Gelre        | Gelderland | beltmolen             | korenmolen             | maalvaardig                        | zaterdags                                                                |      |
| Beltmolen Hernen                       | Hernen            | Wijchen           | Gelderland | beltmolen             | korenmolen             | maalvaardig                        | zaterdag en/of zondag                                                    |      |
| Het Hert                               | Putten            | Putten            | Gelderland | stellingmolen         | korenmolen             | maalvaardig                        | za 10-16 uur en op afspraak                                              |      |
| De Hollandsche Molen                   | Neede             | Berkelland        | Gelderland | stellingmolen         | korenmolen             | maalvaardig                        | za 13.30-17 uur en op afspraak                                           |      |
| Hooglandse Molen / Voorste Molen       | Hellouw           | West Betuwe       | Gelderland | wipmolen              | poldermolen            | maalvaardig                        | in de regel zaterdag                                                     |      |
| De Hoop                                | Appel             | Nijkerk           | Gelderland | stellingmolen         | korenmolen             | maalvaardig                        | za 10-15 uur.                                                            |      |
| De Hoop                                | Culemborg         | Culemborg         | Gelderland | stellingmolen         | korenmolen             | maalvaardig                        | za 10-16 uur                                                             |      |
| De Hoop                                | Elden             | Arnhem            | Gelderland | beltmolen             | korenmolen             | maalvaardig                        | do 12-14 uur, za 10-15 uur en op afspraak                                |      |
| De Hoop                                | Elspeet           | Nunspeet          | Gelderland | beltmolen             | korenmolen             | maalvaardig                        | wo en vr 10-14 uur                                                       |      |
| De Hoop                                | Garderen          | Barneveld         | Gelderland | stellingmolen         | korenmolen             | maalvaardig                        | do 10.30-16 uur ook vaak op zaterdag                                     |      |
| De Hoop                                | Giesbeek          | Zevenaar          | Gelderland | stellingmolen         | korenmolen             | maalvaardig                        | za 9-13 uur en op afspraak                                               |      |
| De Hoop                                | Harderwijk        | Harderwijk        | Gelderland | stellingmolen         | korenmolen             | maalvaardig                        | za 12-17 uur en als de molen draait                                      |      |
| De Hoop                                | Klarenbeek        | Apeldoorn         | Gelderland | stellingmolen         | korenmolen             | maalvaardig                        | za 9-16 uur                                                              |      |
| De Hoop                                | Lunteren          | Ede               | Gelderland | grondzeiler           | korenmolen             | draaivaardig                       | za 10-16 uur en op afspraak                                              |      |
| De Hoop                                | Oldebroek         | Oldebroek         | Gelderland | stellingmolen         | koren-pel en oliemolen | maalvaardig                        | za 10-16 uur.                                                            |      |
| De Hoop                                | Oud-Zevenaar      | Zevenaar          | Gelderland | stellingmolen         | korenmolen             | maalvaardig                        | winkel do en vr 9-17 uur za 9-16 uur molen op afspraak                   |      |
| De Hoop                                | Rha               | Bronckhorst       | Gelderland | beltmolen             | korenmolen             | maalvaardig                        | 1e en 3e zaterdag van de maand, 10-16 uur en op afspraak                 |      |
| De Hoop                                | Rijswijk          | Buren             | Gelderland | grondzeiler           | korenmolen             | maalvaardig                        | de 1e zaterdag van de maand ca.10:30-ca.13.00 uur                        |      |
| De Hoop                                | Vorden            | Bronckhorst       | Gelderland | stellingmolen         | korenmolen             | maalvaardig                        | niet bekend                                                              |      |
| De Hoop                                | Zuilichem         | Zaltbommel        | Gelderland | stellingmolen         | korenmolen             | maalvaardig                        | zaterdag als de molen draait                                             |      |
| De Hoop / De Beijenkorf                | Maurik            | Buren             | Gelderland | stellingmolen         | korenmolen             | draaivaardig                       | niet te bezichtigen                                                      |      |
| Joannusmolen                           | Heumen            | Heumen            | Gelderland | grondzeiler           | korenmolen             | maalvaardig                        | op afspraak                                                              |      |
| Johanna                                | Culemborg         | Culemborg         | Gelderland | grondzeiler           | korenmolen             | maalvaardig                        | za 10-16 uur                                                             |      |
| De Keetmolen                           | Ede               | Ede               | Gelderland | beltmolen             | korenmolen             | maalvaardig                        | vrijdag 10:00 - 16:30 uur en op afspraak                                 |      |
| De Kempermolen                         | Breedenbroek      | Oude IJsselstreek | Gelderland | beltmolen             | korenmolen             | maalvaardig                        | op afspraak                                                              |      |
| De Koe                                 | Ermelo            | Ermelo            | Gelderland | stellingmolen         | korenmolen, pelmolen   | maalvaardig vanaf 12 december 2008 | za 10:30–16:30 uur winkel ook op vr 13:30-16:30 uur                      |      |
| De Korenbloem                          | Loil              | Montferland       | Gelderland | beltmolen             | korenmolen             | maalvaardig                        | op afspraak                                                              |      |
| De Korenbloem                          | Zoelen            | Buren             | Gelderland | grondzeiler           | korenmolen             | maalvaardig                        | za 10-14 uur en op afspraak                                              |      |
| De Kroon / Klarendalse Molen           | Arnhem            | Arnhem            | Gelderland | stellingmolen         | korenmolen             | maalvaardig                        | vr 13-16 uur, za 11-15 uur en op afspraak                                |      |
| Laaglandse Molen / Achterste Molen     | Hellouw           | West Betuwe       | Gelderland | wipmolen              | poldermolen            | maalvaardig                        | als de molen draait en op afspraak                                       |      |
| Lana Mariana                           | Harskamp          | Ede               | Gelderland | beltmolen             | voorheen korenmolen    | niet draaivaardig                  | niet te bezichtigen                                                      |      |
| De Lelie                               | Aalten            | Aalten            | Gelderland | kleine molen          | korenmolen             | draaivaardig                       | geen                                                                     |      |
| De Maagd                               | Hulshorst         | Nunspeet          | Gelderland | stellingmolen         | korenmolen             | maalvaardig                        | di 9-12 uur, do 9-12 uur en 13-17 uur, za 9-12 uur                       |      |
| De Maasmolen                           | Nederasselt       | Heumen            | Gelderland | standerdmolen         | korenmolen             | draaivaardig                       | za 12-17 uur                                                             |      |
| De Marsch                              | Lienden           | Buren             | Gelderland | grondzeiler           | poldermolen            | maalvaardig                        | als de molen draait                                                      |      |
| Meenkmolen                             | Miste             | Winterswijk       | Gelderland | beltmolen             | korenmolen             | maalvaardig                        | in de regel za 13-17 uur                                                 |      |
| Mijn Genoegen / Spinnewiel             | Arnhem            | Arnhem            | Gelderland | paltrokmolen          | zaagmolen              | draaivaardig                       | als Nederlands Openluchtmuseum open is                                   |      |
| Molen Van Hal                          | Voorst            | Oude IJsselstreek | Gelderland | bovenkruier           | korenmolen             | maalvaardig                        | wo en za 13-17 uur                                                       |      |
| Nieuw Leven                            | Valburg           | Overbetuwe        | Gelderland | standerdmolen         | korenmolen             | maalvaardig                        | wo, za 10-16 uur                                                         |      |
| Nooit Gedacht                          | Warnsveld         | Zutphen           | Gelderland | stellingmolen         | korenmolen             | maalvaardig                        | za 10.30-17.30 uur en op afspraak                                        |      |
| Ons Belang / Lindesche molen           | Linde             | Bronckhorst       | Gelderland | beltmolen             | korenmolen             | maalvaardig                        | de 1e zaterdag van de maand 10-12 uur. Overige zaterdag van 10-16 uur    |      |
| De Ooievaar / Holtermansmolen          | Terwolde          | Voorst            | Gelderland | stellingmolen         | korenmolen             | maalvaardig                        | za 10-15 uur                                                             |      |
| Den Olden Florus / Kallenbroeker Molen | Terschuur         | Barneveld         | Gelderland | standerdmolen         | korenmolen             | maalvaardig                        | za 10-15 uur en op afspraak                                              |      |
| Op Hoop Van Beter                      | Ingen             | Buren             | Gelderland | stellingmolen         | korenmolen             | maalvaardig                        | vr en za 9-17 uur                                                        |      |
| Poldermolen Ophemert                   | Ophemert          | West Betuwe       | Gelderland | grondzeiler           | poldermolen            | maalvaardig                        | als de molen draait                                                      |      |
| De Oude Molen                          | Wijchen           | Wijchen           | Gelderland | beltmolen             | korenmolen             | maalvaardig                        | do en za 10:00-16:30 uur vr 12:00-16:30 uur                              |      |
| De Piepermolen                         | Rekken            | Berkelland        | Gelderland | beltmolen             | korenmolen             | in restauratie                     | za 13-16.30 uur en op afspraak                                           |      |
| De Prins van Oranje                    | Bredevoort        | Aalten            | Gelderland | beltmolen             | korenmolen             | maalvaardig                        | als de molen draait en op afspraak                                       |      |
| De Prins van Oranje                    | Buren             | Buren             | Gelderland | stellingmolen         | korenmolen             | maalvaardig                        | wo 13-16 uur, za en zo 13-17 uur                                         |      |
| Puurveense molen                       | Kootwijkerbroek   | Barneveld         | Gelderland | stellingmolen         | korenmolen             | maalvaardig                        | za 09:30-12:00 uur en op afspraak                                        |      |
| Rembrandtmolen                         | Kilder            | Montferland       | Gelderland | bovenkruier           | korenmolen             | maalvaardig                        | za 10-16 uur                                                             |      |
| Renkumse molen                         | Renkum            | Renkum            | Gelderland | stellingmolen         | korenmolen             | maalvaardig                        | za 10-16 uur en maandag op afspraak                                      |      |
| Ronde Molen                            | Maasbommel        | West Maas en Waal | Gelderland | stellingmolen         | korenmolen             | maalvaardig                        | meeste maandagen woensdagen en zaterdagen                                |      |
| Sara Catharina                         | Kerkdriel         | Maasdriel         | Gelderland | stellingmolen         | korenmolen             | maalvaardig                        | op afspraak                                                              |      |
| Schoonoord                             | Alverna           | Wijchen           | Gelderland | beltmolen             | korenmolen             | draaivaardig                       | niet te bezichtigen                                                      |      |
| Sevinkmolen / De Zorg                  | Meddo             | Winterswijk       | Gelderland | beltmolen             | korenmolen             | maalvaardig                        | di, do en za 10-16 uur                                                   |      |
| Sint Annamolen                         | Nijmegen          | Nijmegen          | Gelderland | stellingmolen         | korenmolen             | draaivaardig                       | do 10-13 uur                                                             |      |
| Sint Martinus                          | Didam             | Montferland       | Gelderland | beltmolen             | korenmolen             | maalvaardig                        | za 9-16 uur                                                              |      |
| De Ster                                | Geesteren         | Berkelland        | Gelderland | stellingmolen         | korenmolen             | maalvaardig                        | zaterdags, als de molen draait en op afspraak                            |      |
| Teunismolen                            | De Heurne         | Aalten            | Gelderland | stellingmolen         | korenmolen             | maalvaardig                        | iedere tweede zaterdagmiddag van de maand                                |      |
| Thornsche Molen                        | Erlecom           | Berg en Dal       | Gelderland | wipmolen              | korenmolen, restaurant | maalvaardig                        | dagelijks vanaf 10 uur                                                   |      |
| De Tijd                                | Oostendorp        | Elburg            | Gelderland | stellingmolen         | korenmolen             | maalvaardig                        | za 11-15.30 uur                                                          |      |
| Tolhuys Coornmolen                     | Lobith            | Zevenaar          | Gelderland | beltmolen             | korenmolen             | maalvaardig                        | wo 10-16 uur en za 10-14 uur en op afspraak                              |      |
| Tot Voordeel en Genoegen               | Alphen            | West Maas en Waal | Gelderland | standerdmolen         | korenmolen             | maalvaardig                        | niet bekend                                                              |      |
| 't Veertje                             | Hellouw           | West Betuwe       | Gelderland | weidemolen            | poldermolen            | maalvaardig                        | op afspraak                                                              |      |
| Venemansmolen / De Oude Molen          | Winterswijk       | Winterswijk       | Gelderland | stellingmolen         | korenmolen             | maalvaardig                        | zaterdag en op afspraak                                                  |      |
| Vento Vivimus                          | Hurwenen          | Maasdriel         | Gelderland | beltmolen             | korenmolen             | maalvaardig                        | vr 9-13 uur en za 10-16.30 uur en op afspraak                            |      |
| De Verrekijker                         | Bergharen         | Wijchen           | Gelderland | beltmolen             | korenmolen             | draaivaardig                       | als vakantiewoning te huur                                               |      |
| De Vier Winden                         | Vragender         | Oost Gelre        | Gelderland | stellingmolen         | korenmolen             | maalvaardig                        | dagelijks en op afspraak                                                 |      |
| De Vink                                | Herveld           | Overbetuwe        | Gelderland | standerdmolen         | korenmolen             | maalvaardig                        | za 12-17 uur                                                             |      |
| De Vlijt                               | Wageningen        | Wageningen        | Gelderland | stellingmolen         | korenmolen             | maalvaardig                        | za 9-17 uur winkel ook do en vr 9-18 uur                                 |      |
| De Vlijt                               | Wapenveld         | Heerde            | Gelderland | grondzeiler           | korenmolen             | maalvaardig                        | za 10-16 uur                                                             |      |
| De Vlinder                             | Deil              | West Betuwe       | Gelderland | stellingmolen         | korenmolen             | maalvaardig                        | za 10-17 uur                                                             |      |
| De Volharding                          | Zeddam            | Montferland       | Gelderland | beltmolen             | korenmolen             | maalvaardig                        | zondag en als de molen draait                                            |      |
| Huizermolen                            | Arnhem            | Arnhem            | Gelderland | standerdmolen         | korenmolen             | maalvaardig                        | als Nederlands Openluchtmuseum open is                                   |      |
| De Vrijheid                            | Beesd             | West Betuwe       | Gelderland | grondzeiler           | korenmolen             | maalvaardig                        | za 10-16 uur                                                             |      |
| Korenmolen Waardenburg                 | Waardenburg       | West Betuwe       | Gelderland | grondzeiler           | korenmolen             | maalvaardig                        | als de molen draait en op afspraak                                       |      |
| Poldermolen Waardenburg                | Waardenburg       | West Betuwe       | Gelderland | grondzeiler           | poldermolen            | maalvaardig                        | als de molen draait en op afspraak                                       |      |
| Walderveense molen                     | Walderveen        | Ede               | Gelderland | stellingmolen         | korenmolen             | maalvaardig                        | Wo en za 09:30-16:00 uur                                                 |      |
| De Walmolen                            | Doetinchem        | Doetinchem        | Gelderland | stellingmolen         | korenmolen             | maalvaardig                        | elke di en wo 9-15 uur, za 13-17 uur (om de week) en op afspraak via VVV |      |
| Warkense Molen                         | Warken            | Zutphen           | Gelderland | grondzeiler           | korenmolen             | maalvaardig                        | za 11-16 uur en op afspraak                                              |      |
| De Watermolen                          | Geldermalsen      | West Betuwe       | Gelderland | grondzeiler           | poldermolen            | maalvaardig                        | op afspraak                                                              |      |
| Wenninkmolen                           | Lintelo           | Aalten            | Gelderland | beltmolen             | korenmolen             | maalvaardig                        | za 13.30-17 uur                                                          |      |
| Grondzeiler Wenum                      | Wenum             | Apeldoorn         | Gelderland | grondzeiler           | korenmolen             | maalvaardig                        | niet bekend                                                              |      |
| Werklust                               | Oene              | Epe               | Gelderland | stellingmolen         | korenmolen             | maalvaardig                        | zaterdags 10-17 uur                                                      |      |
| De Wielewaal                           | Beneden-Leeuwen   | West Maas en Waal | Gelderland | stellingmolen         | korenmolen             | maalvaardig                        | zondagmiddag                                                             |      |
| De Wielewaal                           | Wapenveld         | Heerde            | Gelderland | grondzeiler           | geen traditionele      | draaivaardig                       | op afspraak                                                              |      |
| Wilpermolen                            | Posterenk         | Voorst            | Gelderland | stellingmolen         | korenmolen             | maalvaardig                        | tijdelijk niet bekend                                                    |      |
| Windmotor Stokebrandsweerd             | Zutphen           | Zutphen           | Gelderland | Amerikaanse windmotor | poldermolen            | niet draaivaardig                  | niet te bezichtigen                                                      |      |
| De Witte Molen / Looimolen             | Nijmegen          | Nijmegen          | Gelderland | stellingmolen         | korenmolen             | maalvaardig                        | winkel ma 10-14 uur di-vr 10-17 uur, za 10-16 uur                        |      |
| Wittebrinkse Molen                     | Zelhem-Wittebrink | Bronckhorst       | Gelderland | beltmolen             | korenmolen             | maalvaardig                        | als de molen draait en op afspraak                                       |      |
| De Witten                              | Etten             | Oude IJsselstreek | Gelderland | beltmolen             | korenmolen             | maalvaardig                        | op afspraak                                                              |      |
| Zeldenrust                             | Overasselt        | Heumen            | Gelderland | standerdmolen         | korenmolen             | maalvaardig                        | zo 13-16 uur en op afspraak                                              |      |
| Zuidmolen                              | Groesbeek         | Berg en Dal       | Gelderland | beltmolen             | korenmolen             | maalvaardig                        | dagelijks, behalve zondag                                                |      |
| Poldermolen Zuilichem                  | Zuilichem         | Zaltbommel        | Gelderland | grondzeiler           | poldermolen            | maalvaardig                        | op afspraak                                                              |      |
| De Zwaan                               | Lienden           | Buren             | Gelderland | torenmolen            | korenmolen             | maalvaardig                        | in de regel za 10-17 uur                                                 |      |
| De Zwaan                               | Voorst            | Voorst            | Gelderland | stellingmolen         | korenmolen             | maalvaardig                        | za 10-16 uur                                                             |      |
| De Zwaluw                              | Kesteren          | Neder-Betuwe      | Gelderland | stellingmolen         | korenmolen             | maalvaardig                        | restaurant di-za, molen vrijdag en/of zaterdag                           |      |
| Zwiepse Molen                          | Zwiep             | Lochem            | Gelderland | stellingmolen         | korenmolen             | maalvaardig                        | zaterdag 10-16 uur                                                       |      |